# Jeralean Talley
Jeralean Talley (Montrose, 23 mei 1899 – Inkster, 17 juni 2015) was een Amerikaanse supereeuwelinge.

## Biografie
Talley werd in 1899 geboren als Jeralean Kurtz, een van de elf kinderen van Samuel en Amelia Kurtz. In 1930 trouwde ze met Alfred Talley (1893-1988). Na een huwelijk van 58 jaar overleed hij in 1988. Van 1 februari 2013 tot haar dood ruim twee jaar later was Talley de oudste zwarte persoon ter wereld. Bij de dood van haar 116-jarige landgenote Gertrude Weaver op 6 april 2015 werd ze als bijna 116-jarige de oudste persoon ter wereld. Ze overleed enkele maanden later thuis eveneens op 116-jarige leeftijd.